# وردة لانكاستر الحمراء

شعار أسرة لانكاستر.

وردة لانكاستر الحمراء (بالإنجليزية: Red Rose of Lancaster)‏ هذه الوردة هي الزهرة الوطنية وشعار نبلاء أسرة لانكاستر، ولايعرف بشكل قاطع مصدر هذا النوع من الورورد المستنبتة ولكن يُعتقد أنها وردة غاليك فرنسية.
ظهر هذا الشعار النبيل لأول مرة عام 1485 م في عهد إيرل لانكاستر الأول بعد معركة بوسوورث.